# Contaminación radiactiva

Símbolo de peligro radiactivo

La contaminación radiactiva o contaminación nuclear es la presencia no deseada de sustancias radioactivas en el entorno. Esta contaminación puede proceder de radioisótopos naturales o artificiales.
La primera de ellas se da cuando se trata de aquellos isótopos radiactivos que existen en la corteza terrestre desde la formación de la Tierra o de los que se generan continuamente en la atmósfera por la acción de los rayos cósmicos. Cuando estos radioisótopos naturales se encuentran en concentraciones más elevadas que las que pueden encontrarse en la naturaleza (dentro de la variabilidad existente), se puede hablar de contaminación radiactiva. Ejemplos de estos radioisótopos pueden ser el 235U, el 210Po, el radón, el 40K o el 7Be.
En el segundo caso, el de los radioisótopos artificiales, son los radioisótopos que no existen de forma natural en la corteza terrestre, sino que se han generado en alguna actividad humana. En este caso la definición de contaminación es menos difusa que en el caso de los radioisótopos naturales, ya que su variabilidad es nula, y cualquier cantidad se podría considerar contaminación. Por ello se utilizan definiciones basadas en las capacidades técnicas de medida de estos radioisótopos, de posibles acciones de limpieza o de daño, que pueden causar hacia las personas o la biota. Ejemplos de estos radioisótopos artificiales pueden ser el 239Pu, el 244Cm, el 241Am o el 60Co.
Es común confundir la exposición interna a las radiaciones ionizantes (por ejemplo en un examen radiológico), con la contaminación radiactiva. Es útil en este último caso pensar en términos de suciedad cuando se habla de contaminación. Como la suciedad, esta contaminación puede eliminarse o disminuirse mediante técnicas de limpieza o descontaminación, mientras que la exposición interna una vez recibida no puede disminuirse.
La contaminación radioactiva de las actividades en física atómica desde el siglo XX, puede ser resultado de graves desperfectos en plantas nucleares o por investigaciones en bombas nucleares, también por la manufactura y uso de materiales radioactivos (véase emisores de partículas alfa y Radiación ionizante).

## Posibles contaminaciones
Cuando se habla de contaminación radiactiva, en general se tratan varios aspectos:
1. La contaminación de las personas. Esta puede ser interna cuando han ingerido, inyectado o respirado algún radioisótopo, o externa cuando se ha depositado el material radiactivo en su piel.
2. La contaminación de alimentos. Del mismo modo puede haberse incorporado al interior de los mismos o estar en su parte exterior.
3. La contaminación de suelos. En este caso la contaminación puede ser solo superficial o haber penetrado en profundidad.
4. La contaminación del agua. Aquí la contaminación aparecerá como radioisótopos disueltos en la misma.

### Contaminación de alimentos
Se produce cuando el material radiactivo hace contacto con los alimentos, contaminándolos y volviéndolos portadores de productos radiactivos. De esta manera, si ingerimos cualquier producto contaminado radiactivamente, nosotros también nos contaminaremos.
En muchas ocasiones, las fugas radiactivas han arruinado cosechas enteras de alimentos, y no sólo eso, sino que también el agua que alcanza la contamina volviéndola inservible.

### Contaminación de las personas
La contaminación radiactiva de las personas puede producirse de forma externa o interna. En la externa, pueden contaminarse la ropa o la piel de forma que cierta cantidad de material con contenido radiactivo se adhiera a ellos. De forma interna se puede producir por la ingestión, absorción, inhalación, o inyección de sustancias radiactivas...
Cuando existe material radiactivo en forma gaseosa, de aerosol, líquida o sólida , parte puede impregnar las ropas o la piel de las personas que entren en contacto con este material. También puede ser ingerido, ya porque los alimentos o el agua estén contaminados, ya de forma accidental al llevarse las manos contaminadas a la boca, o inhalado al entrar en un ambiente donde existe polvo contaminado en suspensión, aerosoles o gases con contenido radiactivo.
En el primero de los casos la contaminación permanece en el exterior de la persona, con lo que dosis recibida procede de las radiaciones emitidas que depositan parte o toda su energía en el organismo. En el segundo de los casos el material entra al organismo, y durante su recorrido hasta que es excretado (por el sudor, la orina o las heces) deposita a su vez la energía emitida por esas radiaciones en los órganos por los que se transfiere.
Estas contaminaciones pueden darse en todas aquellas prácticas en las que se manejan materiales radiactivos, hablándose de contaminación principalmente cuando esta se produce de forma accidental.
En el caso de accidentes radiactivos o nucleares o de ataques terroristas con material radiactivo (como por ejemplo con una bomba sucia), pueden producirse contaminaciones de las personas, tanto de forma interna como externa.
Para evitar las contaminaciones en situación normal en aquellas actividades que conllevan el manejo de material radiactivo y que puede suponer un riesgo a alguna persona, se suelen emplear varias barreras (todas empleadas en las actividades con otro tipo de material peligroso. Véase Salud laboral):
1. Información de los riesgos a las personas que llevan a cabo la actividad: forma de manejar el material y de evitar las contaminaciones.
2. Uso de equipos de protección individual que sean adecuados a la posible contaminación. Así, en unas prácticas puede ser suficiente el uso de guantes de algodón y mascarilla de aerosoles, mientras que en casos extremos pueden necesitarse equipos autónomos de respiración, doble mono, calzas, guantes de algodón, guantes de plástico, etc.
3. Uso de símbolos y barreras físicas, tales como puertas cerradas, cadenas, cordones, alarmas o luces, que indican la presencia de material radiactivo.
4. Uso de personal de vigilancia que evite el acceso a aquellas personas no autorizadas a las zonas donde puede producirse la contaminación.
5. Medidas sobre los materiales que pueden producir contaminación. Esto es especialmente importante en las llamadas fuentes selladas, donde el material radiactivo puede fugarse al exterior si se produce una ruptura del sello, por lo que se realizan periódicamente controles de contaminación.

En los casos accidentales no solo debe protegerse el personal de emergencias, sino también a las personas que puedan verse afectadas. En estos casos el personal sanitario, de emergencias, la policía u otros deben actuar para disminuir o evitar la contaminación, además de participar en las tareas de descontaminación. En estos casos las posibles medidas a tomar son las siguientes:
1. Información a las personas susceptibles de verse afectadas por la contaminación.
2. Confinamiento de las personas que se encuentren en una zona afectada.
3. Evacuación de las personas que se encuentren en una zona donde la contaminación pueda ser importante.
4. Evitar el acceso de personas a las zonas contaminadas, mediante personal de vigilancia, barreras físicas o señales de advertencia.
5. Descontaminación de las zonas hasta niveles tolerables. Esto no significa alcanzar un nivel nulo de contaminación, que en ocasiones es irrealizable, sino alcanzar niveles por debajo de los cuales el riesgo de daño a las personas es despreciable.
6. Descontaminación de las personas que se hayan contaminado.
7. Tratamientos mediante medicamentos que eviten la absorción del material radiactivo (son muy conocidos los tratamientos mediante cápsulas de yodo estable que se administran de forma previa a una posible contaminación interna mediante yodo radiactivo), que produzcan una eliminación más rápida del radioisótopo ya incorporado al organismo (por ejemplo con productos quelantes) o que reduzcan el daño que puede producir al organismo.

En los casos extremos, en los que los accidentes o los ataques terroristas conlleven la contaminación de grandes extensiones de territorios, las medidas además pueden incluir:
1. Tratamientos de descontaminación de los suelos o de reducción de la dosis. Esto puede realizarse mediante la retirada de la capa exterior, mediante la dilución con capas más profundas llevando a cabo un arado o añadiendo capas de terreno no contaminado sobre las superficies contaminadas.
2. Tratamientos de descontaminación de los alimentos, mediante su lavado.
3. Prohibición del consumo de alimentos o bebida con contaminaciones muy elevadas, que podrían producir daños a las personas.
4. Evacuación permanente de las zonas contaminadas.

Cuando se realizan tratamientos médicos (de diagnóstico o de medicina nuclear) que conllevan la incorporación de material radiactivo al organismo no suele hablarse de contaminación, si bien su comportamiento es idéntico. Así por ejemplo, la inyección de sustancias radiactivas se practica con fines de diagnóstico o terapéuticos. Los pacientes que se someten a este tipo de tratamientos son confinados temporalmente, en ocasiones evitándose incluso las visitas de familiares, hasta que su organismo, o la propia desintegración del elemento, elimina la contaminación hasta niveles tolerables. Las excreciones de estos pacientes son recogidas en los hospitales y tratadas como residuos radiactivos cuando es necesario.
La inhalación de gas radón se produce continuamente en cualquier lugar de la Tierra. Sin embargo, en algunas ocasiones los niveles pueden ser muy superiores a los normales. Esto suele suceder en zonas donde los suelos poseen niveles elevados de radiactividad natural (principalmente uranio), como puede ser en la zona noroeste de la península ibérica, en el interior de sótanos poco ventilados o en la minería, ya que en estas ocasiones la acumulación de este gas puede ser superior a la encontrada en la atmósfera. En estos casos tampoco suele hablarse de contaminación.

## Procedencia de la contaminación
Las radiaciones pueden tener varios orígenes: natural como el radón o artificial, como el plutonio.
En el caso de radioisótopos naturales sobre los que la acción del hombre no ha incrementado la exposición o la probabilidad de la misma a las personas o a los animales, no se habla de contaminación, sino que dicho término se reserva para indicar la presencia indeseada de radioisótopos de procedencia artificial. En este último caso sus principales orígenes son:
- Médica: en Medicina Nuclear y Radioterapia se generan residuos contaminados (metales de las jeringas irradiadas, material de laboratorio, excretas de pacientes tratados, aguas residuales, etc.)
- Industrial:
  - por la producción de energía nuclear: estas centrales emiten a la atmósfera sustancias radiactivas, limitadas legalmente para estar por debajo de los límites legales. Igualmente, los residuos radiactivos pueden ser fuentes de contaminación.
  - Otras industrias: las sustancias radiactivas tienen un sinfín de aplicaciones en muchos campos, lo que conlleva una cierta generación de residuos radiactivos en diferentes industrias, que cumplen las mismas restricciones que los residuos generados en medicina o en la producción de energía nuclear de igual nivel.
  - En ciertos casos los radioisótopos tienen un origen natural, sin embargo las actividades humanas provocan que la exposición a las personas se vea incrementada. Esto sucede por ejemplo en la minería con el radón o en ciertas industrias que generan materiales en los que se ha aumentado la concentración en radioisótopos naturales (que se han denominado TENORM, TNORM o simplemente NORM).
- Militar: Debido a los ensayos, a cielo descubierto o subterráneas, de las bombas atómicas, a su fabricación o a la investigación asociada. Mencionar el caso de la munición que utiliza uranio empobrecido, ya que, aunque se ha demostrado que el riesgo radiactivo es despreciable (el uranio empobrecido es menos radiactivo que el natural),[2] suele asociarse este isótopo natural («uranio») a la radiactividad.
- Accidental: la contaminación radiactiva artificial puede ser resultado de una pérdida del control accidental sobre los materiales radiactivos durante la producción o el uso de radioisótopos. Por ejemplo, si un radioisótopo utilizado en imágenes médicas se derrama accidentalmente, el material puede dispersarse por las personas que lo pisen o puede ocurrir que se expongan a él demasiado tiempo. También cuando ocurren grandes accidentes nucleares como los de Chernóbil y Fukushima, en los que se pueden dispersar elementos radiactivos en la atmósfera, el suelo y las masas acuáticas (ríos, mares, capa freática, etc.).

El confinamiento (o sellado) es la forma de evitar que el material radiactivo contamine. El material radiactivo que se encuentra en envases especiales sellados es contaminación ni puede contaminar a menos que se rompa su sello. En los casos en los que el material radiactivo no puede ser confinado, se puede diluir hasta concentraciones inocuas.

## Símbolos de advertencia de contaminación radiactiva

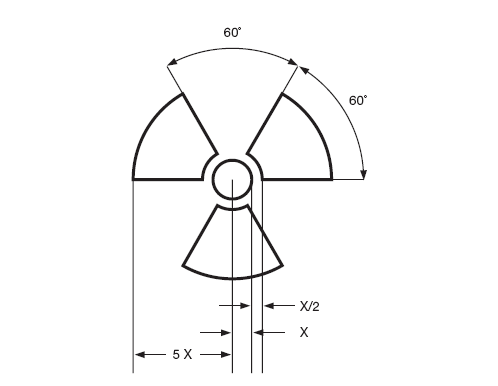
Dimensiones utilizadas para el símbolo de presencia de radiaciones. El color de relleno debe ser negro.

El símbolo utilizado en, radiaciones es el trébol de tres hojas, en color negro y de dimensiones bien definidas.
Cuando este símbolo se utiliza como advertencia en la entrada a las zonas en las que existe riesgo de irradiación o contaminación, suele estar acompañado de otras indicaciones.
- El color. El color del trébol es una indicación de la intensidad de las radiaciones. Ese color puede ser, de menor a mayor intensidad, gris azulado, verde, amarillo, naranja o rojo. En el primero de los casos se indica que existen radiaciones, siendo probable que se alcancen dosis superiores al doble del límite legal al público (2 mSv al año) pero muy improbable que se alcancen dosis superiores a 3/10 el límite legal a los trabajadores (6 mSv al año). En el último de los casos se indica que es muy probable superar el límite legal a los trabajadores (20 mSv al año) en un periodo de tiempo muy corto, estando prohibido el acceso.
- Indicaciones adicionales. Cuando el símbolo del trébol aparece solo, o con puntas radiales alrededor de las hojas del trébol, el significado es que la radiactividad puede afectar únicamente de forma externa, como puede ser el caso en los aparatos de rayos X. Cuando el símbolo aparece sobre una trama punteada, significa que la radiactividad aparece en una forma que puede provocar contaminaciones.
- Leyendas. Las señales además se complementan con una leyenda indicativa al tipo de zona en la parte superior y el tipo de riesgo en la parte inferior.

| Símbolo | Color del trébol | Riesgo de contaminación | Riesgo de irradiación externa | Denominación |
|         | verde            | No                      | Sí                            | Zona controlada. Fuente encapsulada, riesgo de irradiación externa. |
|         | verde            | Sí                      | No                            | Zona controlada. Fuente No encapsulada, riesgo de contaminación. |
|         | verde            | Sí                      | Sí                            | Zona controlada. Fuente No encapsulada, riesgo de contaminación e irradiación externa. |
|         | amarillo         | No                      | Sí                            | Zona de permanencia limitada. Fuente encapsulada, riesgo por irradiación externa. Se requiere autorización y medidas de protección completas (dosímetros) obligatorias. Tiempo máximo de estancia no superior a 30 minutos.                                                                             |
|         | amarillo         | Sí                      | No                            | Zona de permanencia limitada. Fuente No encapsulada, riesgo de contaminación. Se requiere autorización y medidas de protección completas (dosímetros) obligatorias. Tiempo máximo de estancia no superior a 30 minutos.                                                                                 |
|         | amarillo         | Sí                      | Sí                            | Zona de permanencia limitada. Fuente No encapsulada, riesgo de contaminación e irradiación externa. Se requiere autorización y medidas de protección completas (dosímetros) obligatorias. Tiempo máximo de estancia no superior a 30 minutos.                                                           |
|         | naranja          | -                       | -                             | Zona de permanencia reglamentada. Entorno radiactivo peligroso, se aplican los mismos códigos que anteriormente para fuente libre o encapsulada. Es obligatorio el uso de dosímetros y trajes NBQ. El tiempo de exposición máximo es de 15 minutos por persona de por vida.                             |
|         | rojo             | No                      | Sí                            | Zona de acceso prohibido. Zona de alta radiación. Fuente encapsulada, riesgo por irradiación externa. Tiempo máximo de exposición con traje completo NBQ de 5 minutos en caso de emergencia; en otro caso, prohibido. Retiro del servicio tras la exposición de obligado cumplimiento.                  |
|         | rojo             | Sí                      | No                            | Zona de acceso prohibido. Zona de alta radiación en entorno. Fuente No encapsulada, riesgo de contaminación. Tiempo máximo de exposición con traje completo NBQ de 5 minutos en caso de emergencia; en cualquier otro caso, prohibido. Retiro del servicio tras la exposición de obligado cumplimiento. |
|         | rojo             | Sí                      | Sí                            | Zona de acceso prohibido. Zona de alta radiación. Fuente No encapsulada, riesgo de contaminación e irradiación. Tiempo máximo de exposición con traje completo NBQ de 5 minutos en caso de emergencia; en cualquier otro caso, prohibido. Retiro del servicio tras exposición de obligado cumplimiento. |

Cuando estas señales se utilizan solo de forma temporal se emplean vallas, barras metálicas articuladas o soportes por los que se pasan cuerdas, cadenas, cintas, u otras, del mismo color correspondiente a la zona.
Además, si en un mismo área se pueden distinguir entre diferentes tipos de zona se pueden señalizar en el suelo los límites con líneas de colores correlativos a cada zona pudiendo complementarse con luces del mismo color que la zona.

Nuevo símbolo adoptado en 2007

En febrero de 2007, la Organización Internacional de Normalización (ISO), para mejorar la comprensión y asunción de los símbolos de peligro por radiaciones, añadió a la señalización símbolos utilizados en otras sustancias peligrosas.

## Medida
La actividad de una sustancia radiactiva se determina por el valor del número de desintegraciones que sufre por unidad de tiempo. La unidad establecida en el Sistema Internacional es el Bequerelio (Bq). 1 Bq = 1 desintegración por segundo.
Otra unidad, más antigua pero por motivos prácticos muchas veces más usada, ya que el Bq es una unidad demasiado pequeña, es el Curio (Ci), definida inicialmente como la actividad de un gramo de radio, hoy se define como exactamente 3, 7x1010 desintegraciones por s, es decir, 1 Ci = 3, 7x1010 Bq
La contaminación radiactiva puede afectar a superficies o a volúmenes de material o de aire. En una instalación nuclear o radiactiva, la detección y medida de la radiactividad y contaminación suele ser tarea de un experto en protección radiológica.

### Contaminación superficial
La contaminación superficial se expresa en unidades de actividad por unidad de área. En el SI, bequerelios por metro cuadrado(o Bq/m²). También se utilizan otras unidades tales como dpm/cm², picocurios por 100 cm², o desintegraciones por minuto por centímetro cuadrado (1 dpm/cm² = 166 2/3 Bq/m²).
Este tipo de contaminación puede darse en suelos contaminados o en contaminaciones sobre la piel de las personas.
La contaminación superficial puede ser fija o desprendible. En el primero de los casos esa contaminación no puede transferirse por contacto a otros materiales (como a la piel) ni por resuspensión al aire, por lo que la única forma por la que puede afectar a las personas es por irradiación externa. En el segundo de los casos la contaminación puede transferirse por contacto o por resuspensión en otros medios, ya sea en la piel, el calzado, al aire, etc. Esta última contaminación es la que puede dar lugar a contaminaciones internas y externas de las personas.

### Contaminación volumétrica
La contaminación volumétrica se expresa en unidades de contaminación por unidad de volumen (Bq/m³, bequerelios por metro cúbico).
El nivel de contaminación se determina midiendo la radiación emitida por el contaminante. En el caso de un radioisótopo conocido, es posible determinar con precisión la actividad a partir de una medida con un detector de radiaciones. Si se conoce el espectro de la radiación del contaminante se puede conocer mejor la contaminación, cuando no se conoce el contaminante solo pueden hacerse estimaciones groseras bajo suposiciones. Cuando el contaminante emite radiaciones de baja energía se necesita emplear técnicas más depuradas, generalmente en laboratorios especializados en medidas de muy bajo nivel.

## Riesgo
En la naturaleza no existe ningún material que tenga radiactividad cero. Además, no sólo eso, sino que el mundo entero está constantemente bombardeado por rayos cósmicos, que generan Carbono-14 que se incorpora a los organismos vivos (incluidos los humanos). Otro radioisótopo que se contiene en cualquier material, incluidos los seres vivos (y los humanos) es el 40Potasio. Estas radiaciones han convivido con el ser humano a lo largo de toda su existencia, por lo que se presupone que en los niveles naturales (que pueden llegar a provocar en las personas que viven en ciertos ambientes niveles superiores a los 10 mSv al año), no son dañinos. De hecho, se ha postulado que los mecanismos de reparación genética que poseen nuestras células pudieron evolucionar gracias a las radiaciones que nos envuelven. Sin embargo, hoy en día, aplicando las normas internacionales de protección radiológica, se aconseja reducir estas radiaciones naturales hasta niveles considerados razonablemente bajos.

### Niveles de contaminación bajos
Los riesgos de la contaminación radiactiva para las personas y el medio ambiente dependen de la naturaleza del contaminante radiactivo, del nivel de contaminación y de la extensión de la contaminación. Con niveles bajos de contaminación los riesgos también lo son.
Los efectos biológicos de la exposición externa a la contaminación radiactiva son generalmente los mismos que aquellos procedentes de fuentes externas de radiación que no involucran material radiactivo, como los que se derivan de los aparatos de rayos X, y dependen de la dosis absorbida.

### Niveles de contaminación altos
Los niveles de contaminación altos pueden plantear riesgos a las personas y al entorno: los radioelementos tienen una duración más o menos larga y se desintegran emitiendo radiaciones.
Cuando los radioelementos se fijan en el cuerpo humano pueden ser más peligrosos que cuando se eliminan de forma normal por el organismo (en la heces, orina o sudor). Pero siempre depende de la cantidad incorporada al cuerpo. En el caso de los radioisótopos que emiten radiaciones alfa y beta, si los radioisótopos permanecen fuera del organismo el daño que pueden provocar, incluso para actividades muy grandes, es muy limitado. Pero cuando se incorporan, pueden dañar a las células, ya que depositan en ellas toda su energía. Cuando esas células se dañan lo suficiente como para que tengan que intervenir los mecanismos de reparación, pero no lo suficiente como para matarlas, en ocasiones esos mecanismos pueden generar errores en el material genético, pudiendo crear tumores (carácter mutágeno de las radiaciones).
El cuerpo humano puede incorporar radioelementos de varias maneras:
- Por la respiración: cuando los átomos que componen el gas radón se desintegran mientras están en los pulmones, sus productos de desintegración se fijan en otras partículas más pesadas que a su vez se pueden fijar en los pulmones, y continúan su cadena radiactiva y sus emisiones en el interior del organismo.
- Por la alimentación: Cuando se contamina un suelo, las plantas, y los animales que comen estas plantas, pueden a su vez contaminarse. Ciertos organismos son particularmente radioacumulantes, como algunos tipos de setas o los mejillones. También hay órganos que son más radiosensibles que otros, y también los distintos radioisótopos se fijan mejor en unos o en otros. Por ejemplo, la tiroides fija el yodo (radiactivo o estable), y por este motivo cuando se producen emisiones importantes de yodo radiactivo (como en caso de accidente grave en una central nuclear), una medida para mitigar los daños que puede producir consiste en la distribución de pastillas de yodo estable a las personas que pudieran verse afectadas de forma que la tiroides quede saturada con este yodo y se evite la incorporación de yodo radiactivo.

Niveles de radiación muy elevados, tanto externa como internamente, pueden llegar a causar la muerte. Estos niveles pueden alcanzarse en un accidente nuclear muy grave o por la contaminación producida en la explosión de armas nucleares, donde se involucran grandes cantidades de material radiactivo.

## Tratamientos de descontaminación de las personas

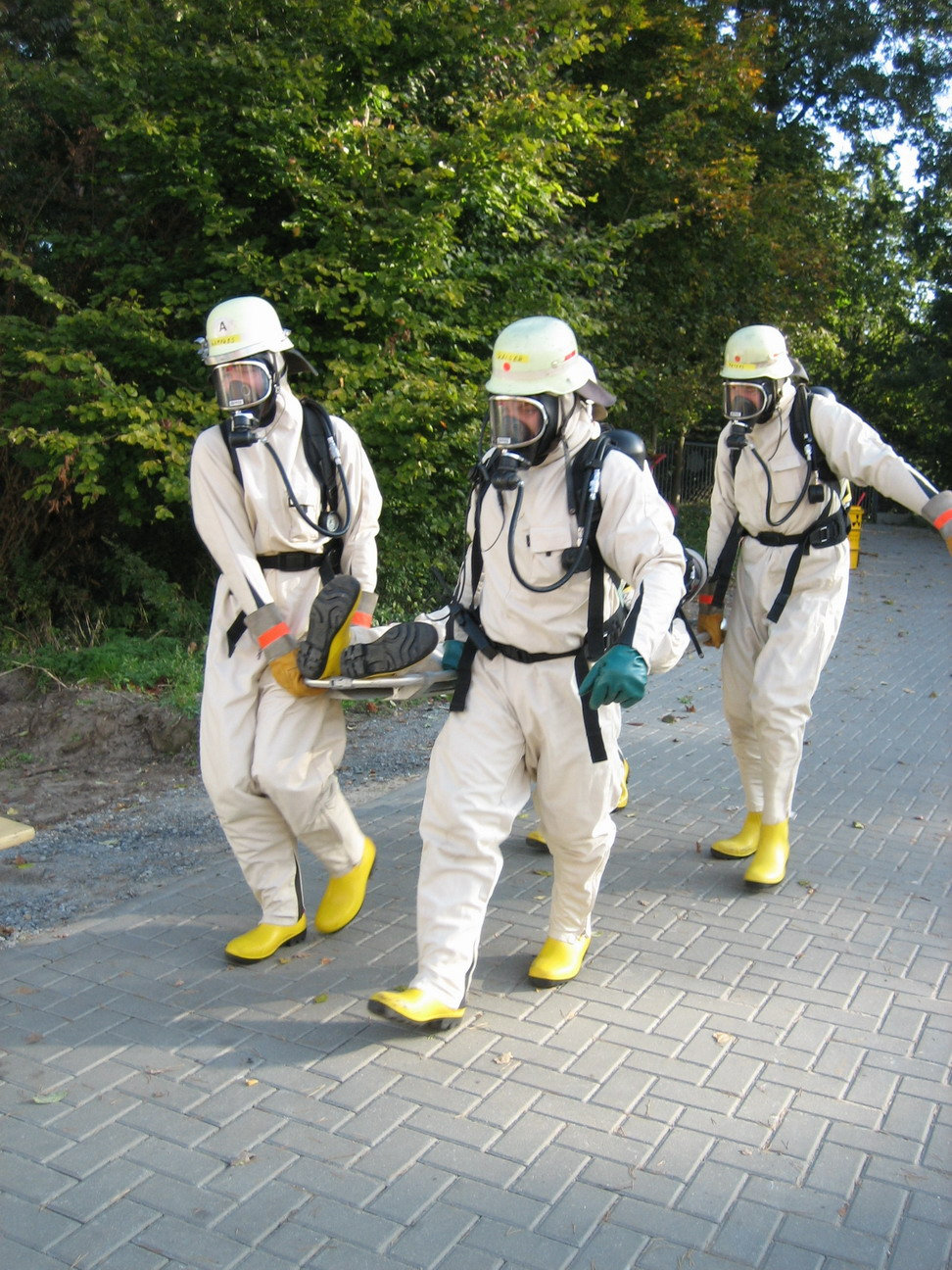
Simulacro de evacuación de un herido en zona contaminada. El personal que accede a una zona con niveles altos de contaminación debe utilizar equipos de protección individual adecuados, mascarillas, guantes, calzas, etc.

La descontaminación de la contaminación externa es frecuentemente tan sencilla como eliminar las ropas contaminadas y limpiar la piel contaminada. La descontaminación interna puede ser mucho más difícil, dependiendo de los isótopos radiactivos de que se trate.